# آلت توچباند
الت توچباند (به آلمانی: Alt Tucheband) یک شهر در آلمان است که در براندنبورگ واقع شده‌است.

## خصوصیات
الت توچباند ۳۰٫۵۹ کیلومترمربع مساحت دارد ۱۱ متر بالاتر از سطح دریا واقع شده‌است.